# دوالشي
دوالشي، (بالإنجليزية: Dualchi)‏، (سردينيا: Duarche)، هي بلدية، في مقاطعة نوورو، في منطقة سردينيا الإيطالية، وتقع على بعد حوالي 110 كيلومترا (68 ميل) إلى الشمال من كالياري، وحوالي 40 كيلومترا (25 ميل) غرب نوورو.

## السكان
في سنة 1861 بلغ عدد السكان 671 نسمة، وتطور العدد ليصل في سنة 2011 لـ 668 نسمة.
يظهر هذا المخطط البياني تطور النمو السكاني لـ دوالشي